# Tépe
Tépe là một thị trấn thuộc hạt Hajdú-Bihar, Hungary. Thị trấn này có diện tích 23,22 km², dân số năm 2010 là 1116 người, mật độ 48 người/km².